# Cherrybomb (film)
Pour les articles homonymes, voir Cherry Bomb.
Pour plus de détails, voir Fiche technique et Distribution.
Cherrybomb est un film britannique réalisé par Lisa Barros D'Sa et Glenn Leyburn, sorti en 2009.

## Synopsis
Avec leurs examens, les deux meilleurs amis, Malachy et Luke, sont dehors pour avoir un été d'enfer. Cependant, l'arrivée de Michelle, une beauté captivante mais dérangée, met leur amitié à l'épreuve. Elle encourage les deux garçons à effectuer des contrats de plus en plus dangereux et illégaux dans la bataille pour son affection - avec des conséquences mortelles.

## Fiche technique
- Titre original : Cherrybomb
- Réalisation : Lisa Barros D'Sa et Glenn Leyburn
- Scénario : Daragh Carville
- Photographie : Damien Elliott
- Production : Mark Huffam
- Distribution : Little Film Company
- Pays :  Royaume-Uni
- Langue : Anglais
- Budget : 1 - 1 500 000 $

## Distribution
- Rupert Grint : Malachy
- Robert Sheehan : Luke
- Kimberley Nixon : Michelle
- James Nesbitt : Crilly
- Kathy Kiera Clarke : Emma
- Conor MacNeill : Fanta
- Lalor Roddy :  Smiley
- Paul Kennedy : Chris
- Paul Garret : Bob
- Niamh Quinn : Donna
- Kat Kirk : Sharon
- Greer Ellison : Bun